# Киргизско-китайская граница
Киргизско-китайская граница (кирг. Кыргыз-Кытай чек арасы; кит. трад. 中國—吉爾吉斯斯坦邊界, упр. 中国—吉尔吉斯斯坦边界, пиньинь Zhōngguó-Jí'ěrjísīsītǎn biānjiè)  участок государственной границы между Кыргызстаном и Китаем протяжённостью 1063 километра (661 миль). Проходит от точки пересечения с границей Казахстана в примерно юго-западном направлении через различные горные хребты и вершины Тянь-Шаня до точки пересечения с границей Таджикистана. Иссык-Кульская, Нарынская и Ошская области Киргизии граничат с округом Аксу (на севере и востоке) и Кызылсу-Киргизским автономным округом (на юге и западе) в Синьцзян-Уйгурском автономном районе Китая.

## История
Истоки границы относятся к середине XIX века, когда Российская империя расширилась до Средней Азии и смогла установить свой контроль над регионом озера Зайсан. Установление границы между Российской империей и империей Цин, не слишком отличающейся от сегодняшней китайско-казахской и киргизско-таджикской границ, что было предусмотрено Пекинским трактатом 1860 года. Фактическая линия границы в соответствии с конвенцией была проведена по Чугучакскому протоколу и Ульясухайскому договору, оставив озеро Зайсан на территории Российской империи. Военное присутствие Империи Цин в бассейне Иртыша рухнуло во время Дунганского восстания. С завоеванием Синьцзяна Цзо Цзунтаном граница между Россией и Империей Цин в бассейне реки Или была несколько скорректирована в пользу России договором об Илийском крае и серией более поздних протоколов. В 1915 году было подписано соглашение о более точном разграничении границы Илийской долины и района Джунгарского Алатау. Самый южный участок границы (то есть примерно южная половина современной китайско-таджикской границы) оставался неразделённым, в значительной части из-за геополитического соперничества между Россией и Великобританией за господство в Центральной и Южной Азии, больше известного как Большая игра и в конце концов они согласились, что Афганистан останется независимым буферным государством между Российской империей и Британской Индией и в 1895 году был создан Ваханский коридор в Афганистане. Китай не был участником этого соглашения, и следовательно, границы южного участка китайско-российской границы оставались неопределёнными.
Когда Киргизия стала независимым государством после распада СССР в 1991 году, она унаследовала часть советско-китайской границы. Две страны провели демаркацию своей границы в 1996 году. Формальной демаркации препятствовало противодействие договору о китайско-киргизской границе со стороны киргизской оппозиции, в первую очередь Азимбека Бекназарова, в рамках более широкого движения против тогдашнего президента Аскара Акаева, кульминацией которого стала Тюльпановая революция. Договор о границе был подписан в 2009 году, когда Китай уступил часть пика Хан-Тенгри, а Кыргызстан уступил горный район Узенги-Куш, расположенный к югу от Иссык-Кульской области.

## Пограничные переходы
- Торугартский перевал (дорога)[8]
- Эркеш-Там (дорога)[8]

Исторически также использовался перевал Бедель, расположенный на востоке вдоль гор Тянь-Шаня.

## Исторические карты
Исторические карты границы Киргизской ССР и Китая с севера на юг и с запада на восток из Международной карты мира и оперативной навигационной карты по состоянию на середину и конец 20 века:
- Карта границы (возле Кашгара), включая границу с Таджикистаном (Международная карта мира, AMS, 1966)[a]
- возле Алма-Аты
- возле уезда Аксу
- граница с Казахской ССР (современный Казахстан)
- рядом с Таджикской ССР (современный Таджикистан)